# Staunton (Virginie)
Pour les articles homonymes, voir Staunton.
Staunton est une ville de l'État de Virginie, à l'est des États-Unis, située dans la vallée de Shenandoah. Elle est le siège du comté d'Augusta. C'est aussi la ville principale de l'aire métropolitaine Staunton-Waynesboro, regroupant une population de 118 502 habitants en 2010.
Staunton est le lieu de naissance du président américain Woodrow Wilson. 
À la limite Sud de Staunton et de la localité voisine de Jolivue, se dresse un pont en arc en granite sur lequel passait autrefois une voie ferrée. Ce pont désaffecté est enregistré depuis 1974 dans le Registre national des lieux historiques.

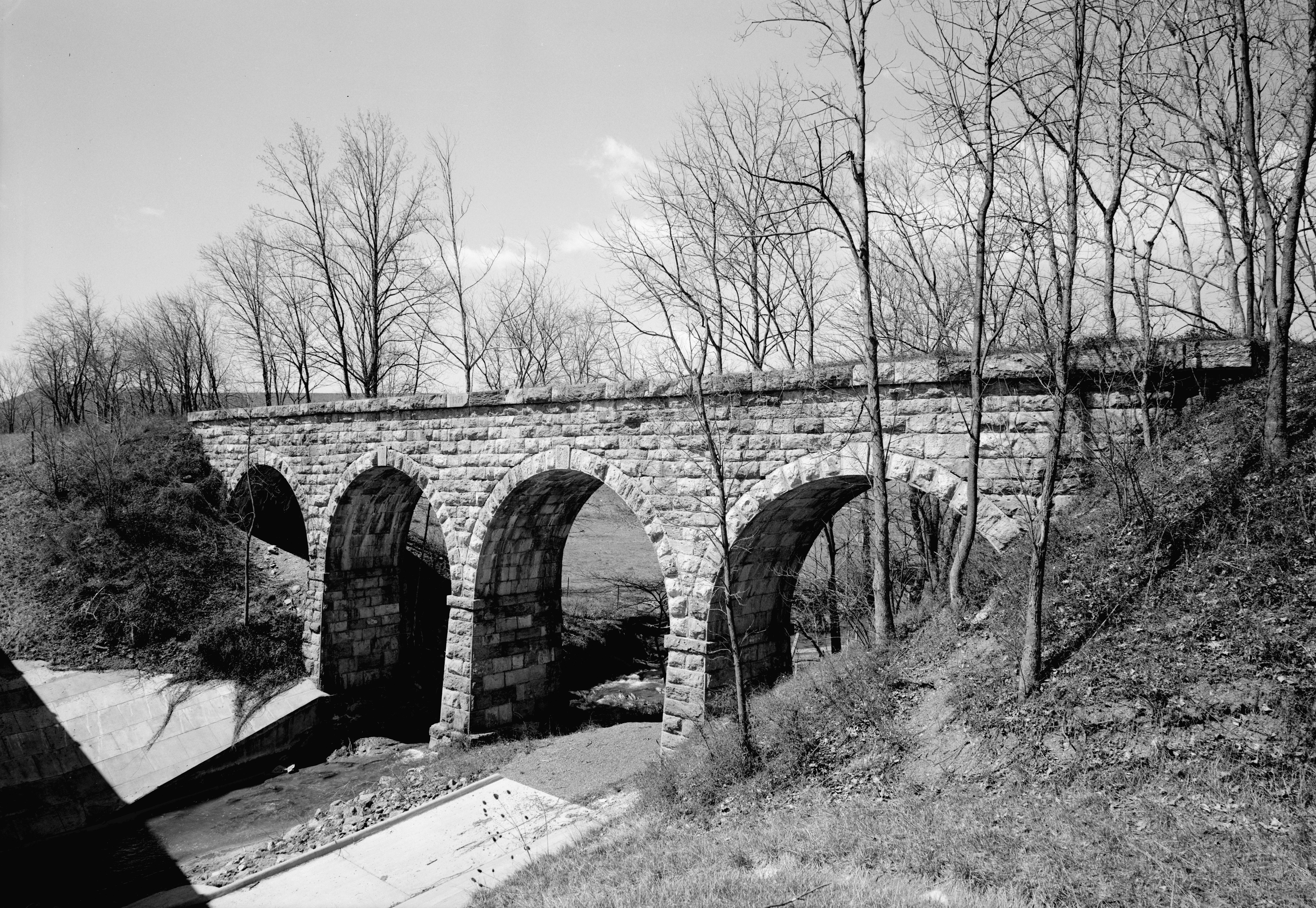
Le vieux pont en arc de Jolivue, classé au Registre national des lieux historiques.

L'hôtel Stonewall Jackson de Staunton, construit en 1924, est membre des Historic Hotels of America depuis 2006.